# Nemoria callirrhoe
Nemoria callirrhoe là một loài bướm đêm trong họ Geometridae.